# 图讷福尔
图讷福尔（法語：Tournefort）是法国滨海阿尔卑斯省的一个市镇，属于尼斯区。该市镇2009年时的人口为167人。

## 人口
图讷福尔人口变化图示
| 数据来源：INSEE |